# Годдард, Гэри
Гэри Годдард  (англ. Gary Goddard; 18 июля 1954, Блайт, Калифорния, США) — американский режиссёр, сценарист и продюсер. Основатель и главный исполнительный директор The Goddard Group, компании по дизайну развлечений, расположенной в Северном Голливуде, Лос-Анджелес, Калифорния.

## Биография
Родился в 1954 году в Калифорнии. 
Годдард начинал свою карьеру в The Walt Disney Company в 1974 году, будучи  актёром, а затем руководителем музыкальных ревью в Диснейуорлд. Он продолжил работу в Walt Disney Imagineering, где разработал среди прочих концепции для Epcot, Tokyo Disneyland и River Country во Флориде.
Gary Goddard Productions, первая компания Гэри, была образована в 1980 году, позднее она  стала Landmark Entertainment Group в 1985 году. Годдард вышел из Landmark Entertainment Group в 2002 году, чтобы создать свою новую компанию Gary Goddard Entertainment (ныне The Goddard Group).
Годдард создал несколько масштабных аттракционов для Universal Studios, в том числе «Удивительные приключения Человека-паука» (Остров  Приключений и Universal Studios Japan), «Терминатор 2 – 3D: Битва сквозь время» (в Universal Studios Florida, Universal Studios Hollywood и Universal Studios Japan), «Парк Юрского периода: Поездка» (Universal Studios Hollywood, Остров  Приключений и Universal Studios Japan), «Конан: Меч и колдовство» (Universal Studios Hollywood) и Kongfrontation — тематический парк по мотивам  фильма 1976 года о Кинг-Конге  (Universal Studios Hollywood).
Как кинорежиссёр Годдард дебютировал в 1987 году, сняв фантастический боевик «Властелины вселенной»  с Дольфом Лундгреном в главной роли.
Годдард выпустил несколько шоу на Бродвее и за его пределами, включая мюзикл «Волосы» в 2009 году (победитель премии «Тони» за лучший возрождённый мюзикл), «Несколько причин быть красивым» по пьесе Нила ЛаБута (номинация на «Тони» за  лучшую  пьесу,   «Странная история доктора Джекила и мистера Хайда», «Иисус Христос — суперзвезда» (однодневное концертное мероприятие) и  «Виз»  по сказке Лаймена Фрэнка Баума «Удивительный волшебник из страны Оз».
На 2018 год запланирован выход грандиозного фильма-мюзикла «Бродвей 4D»,  снятого Годдардом вместе с Брайаном Сингером при участии Кристины Агилеры, Хью Джекмана и Харви Файерстина в Бруклине.

## Обвинения в сексуальных домогательствах
В мае 2014 года Годдарду, режиссёру Брайану Сингеру и ещё нескольким кинематографистам был предъявлен иск от актёра Майкла Игана III, в котором тот обвинил их в том, что подвергся сексуальным домогательствам с их стороны, будучи несовершеннолетним. В июне 2014 года Иган отозвал свой иск против Годдарда; в августе того же года он отозвал иски против других обвиняемых.
В ноябре 2017 года актёр Энтони Эдвардс опубликовал эссе на сайте «Medium», в котором обвинил Годдарда в неоднократном растлении и изнасилованиях его и его лучшего друга, начиная с того момента, когда им было 12 лет. Представитель Годдарда отверг обвинения. В декабре 2017 года восемь бывших членов подростковой театральной группы обвинили Годдарда в растлении и сексуальных домогательствах, имевших место в 1970-х годах.
Имя Годдарда также было связано с Брайаном Клафлином, начинающим художником и дизайнером одежды, которого Клафлин обвинил в сексуальном домогательстве, произошедшем в 1999 году. Клафлин покончил жизнь самоубийством в 2014 году.

## Фильмография
Режиссёр
- Властелины  вселенной (1987)  — дебют
- Ярость Посейдона: Побег из Затерянного города (1999) — короткометражный фильм
- Hershey's Really Big 3D Show (2002)
- Deepo's Undersea 3D Wondershow (2005)
- Бродвей 4D (2018)

Сценарист
- Тарзан, человек-обезьяна (1981)
- Властелины  вселенной (1987)  — не указан в титрах
- Капитан Пауэр и солдаты будущего (1987 — 1988)  — телесериал
- Капитан Пауэр: Начало (1989) — телефильм
- Воины-скелеты (1994 — 1995)  — мультсериал
- Т2 3-D: Битва сквозь время (1996)
- Ярость Посейдона: Побег из Затерянного города (1999) — короткометражный фильм
- Hershey's Really Big 3D Show (2002)
- Deepo's Undersea 3D Wondershow (2005)
- Бродвей 4D (2018)

Актёр
- Люди Икс (2000) — мужчина на пляже

Продюсер
- Капитан Пауэр и солдаты будущего (1987 — 1988)  — телесериал
- Мрачный закат (1993)
- Воины-скелеты (1994 — 1995)  — мультсериал
- Ярость Посейдона: Побег из Затерянного города  (1999) — короткометражный фильм
- Мега детки  (2000) — телесериал
- Hershey's Really Big 3D Show (2002)
- Deepo's Undersea 3D Wondershow (2005)